# Pusztaság (televíziós sorozat)
A Pusztaság (eredeti cím: Pustina / Wasteland) 2016-os cseh televíziós sorozat, amelyet az HBO Europe gyártott. A sorozat műfaja dráma, de magán viseli a bűnügyi és a misztikus kategória sajátosságait is. 

## A történet
A sorozat középpontjában Hana Sikorová áll, aki egy kis cseh falu polgármestere. A településen nagy a szegénység, éppen ezért az itt élők többsége azonnal elfogadná az egyik vállalat ajánlatát. A cég bányászni szeretne a faluban, ezért cserébe felajánlotta, hogy fizet a lakóknak, ha azok elhagyják az otthonaikat. Mivel Hana ezt nem szeretné, másik pedig igen, ezért heves viták alakulnak ki az emberek között. Eközben eltűnik Hana tinédzser lánya, a rendőrség pedig nyomozni kezd az ügyben. Eljutnak egy fiúhoz, aki pont ugyanazon a napon szökött meg a nevelőintézetből, mint amikor Hana lánya eltűnt.

## Szereplők
| Szereplő         | Színész          |
| ---------------- | ---------------- |
| Hana Sikorová    | Zuzana Stivínová |
| Karel Sikora     | Jaroslav Dusek   |
| Klára Sikorová   | Eliska Krenková  |
| Lukás Vasícek    | Jan Cina         |
| Jitka Vasícková  | Eva Holubová     |
| Markéta Masarová | Petra Spalková   |